# Prenolepis nitens
Prenolepis nitens (лат.) — вид муравьёв рода Prenolepis из подсемейства Formicinae (Formicidae), включающий мелких по размеру и как правило земляных насекомых.

## Распространение
Юго-восточная Европа, Турция, Грузия, Северный Кавказ (Россия).

## Описание
Рабочие средние (для рода относительно крупные), имеют длину около 3 мм (самки более 8 мм), основная окраска коричневая. От близких видов (P. imparis из США; P. shanialena из Азии) отличается более толстым местом мезонотального сужения, угловатой заднегрудкой на месте соединения дорзальной и покатой поверхности, продольными морщинками на мандибулах. Проподеум без проподеальных шипиков. Усики длинные, у самок и рабочих 12-члениковые (у самцов усики состоят из 13 сегментов). Жвалы рабочих с 6 зубцами. Нижнечелюстные щупики 6-члениковые, нижнегубные щупики состоят из 4 сегментов. Голени средних и задних ног с апикальными шпорами. Стебелёк между грудкой и брюшком состоит из одного сегмента (петиоль).

## Классификация
Вид был впервые описан в 1853 году австрийским энтомологом Густавом Майром под первоначальным названием Tapinoma nitens Mayr, 1853, а в 2016 году его валидный статус подтверждён в ходе ревизии, проведённой американскими мирмекологами Jason L. Williams (Entomology & Nematology Department, University of Florida, Gainesville, Флорида, США) и John S. LaPolla (Department of Biological Sciences, Towson University, Таусон, Мэриленд, США).